# شهرستان لامور (داکوتای شمالی)
شهرستان لامور، داکوتای شمالی (به انگلیسی: LaMoure County, North Dakota) یک سکونتگاه مسکونی در ایالات متحده آمریکا است که در داکوتای شمالی واقع شده‌است.

## خصوصیات
شهرستان لامور ۲٬۹۸۱٫۰۹ کیلومترمربع مساحت دارد.